# Черноклювый токо

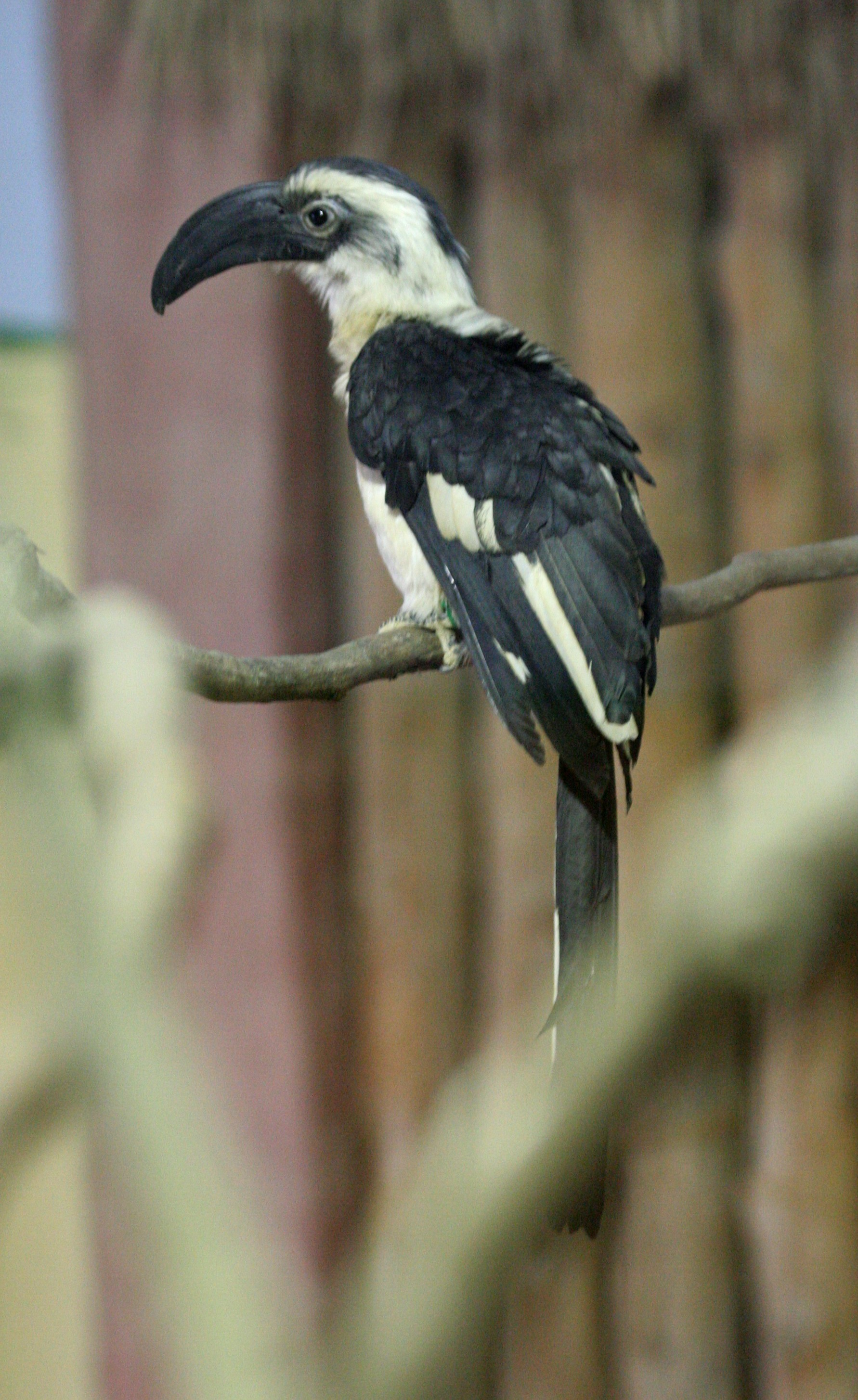
Самка джексонова тока

Черноклювый токо, или Джексонов ток (лат. Tockus deckeni) — один из видов птиц-носорогов из рода токов. Обитает в восточной Африке, предпочитая селиться в колючих кустарниках и других засушливых местах.
Во время гнездования самка откладывает от двух до трёх белых яиц в дупле, которое потом замуровывается изнутри. Когда птенцы подрастают и места в гнезде становится мало, самка пробивает проход, после чего гнездо снова замуровывается и родители вместе кормят птенцов.
Эта птица относится к мелким видам птиц-носорогов. Нижняя часть тела и голова светлые, нижняя часть тела — тёмная. Хвост длинный, изогнутый клюв лишён каски. Самец и самка одинаковые, отличие только в цвете клюва: у самца он красновато-кремовый, в то время как у самки он чёрного цвета, что дало название этой птицы в русском языке.
Черноклювый ток всеяден, питается насекомыми, фруктами и семенами. Кормится преимущественно на земле, в зимний период летает в стаях.
Своё научное название птица получила в честь немецкого исследователя барона Карла фон дер Декена (1833—1865).